# له (نیدرزاکسن)
له (به آلمانی: Lehe) یک شهر در آلمان است که در امسلاند واقع شده‌است. له ۱٬۰۰۱ نفر جمعیت دارد.